# 양자경
양자경(중국어 정체자: 楊紫瓊, 간체자: 杨紫琼, 병음: Yáng Zǐqióng 양쯔충[*], 월병: Joeng4 Zi2king4 영찌킹, 민난어: Yeoh Choo-Kheng 요추켕, 1962년 8월 6일 ~ )은 미셸 요(영어: Michelle Yeoh, 영어 발음: /joʊ/)로 활동하는 말레이시아의 배우이다.
2022년 영화 《에브리씽 에브리웨어 올 앳 원스》를 통해 아카데미 여우주연상을 수상하면서 말레이시아인 최초 아카데미상 수상자이자 아시아인 최초 여우주연상 수상자, 핼리 베리에 이어 두 번째 유색인종 여우주연상 수상자가 되었다.

## 어린 시절

### 가족과 이름
말레이시아 이포 화교 집안에서 태어났으며, 출생시 성명은 민난어 발음을 따른 요추켕(Yeoh Choo-Kheng)이다. 민난인·광둥인 가정에서 자라면서 변호사 아버지와는 영어로 대화했고, 어머니, 그리고 함께 살던 외할머니와는 말레이시아 광둥어(馬來西亞廣東話)로 소통했다. 한국에서는 흔히 한자를 한국어로 독음한 ‘양자경(楊紫瓊)’으로 호명되지만, 1997년 인터뷰에서 ‘미셸 여(미셸 요)’로 불러 달라고 한 적이 있다.

### 교육
4살 때 발레를 시작했으며, 15살 때 부모님 허락을 받고 홀로 영국으로 유학을 떠났다. 런던에 위치한 로열 아카데미 오브 댄스에 입학해 발레를 전공하였으나 척추 부상으로 발레 무용수가 되는 꿈을 접어야했다. 대신 안무를 공부하게 되었고, 전공을 창작 예술로 바꾸고 부전공으로 연극을 택한 뒤 1982년 문학사로 졸업하였다. 1983년 맨체스터 메트로폴리탄 대학교에서도 문학사를 받았다.

## 경력

### 초기 활동과 이른 은퇴 (1983-1991)
1983년 미스 월드 말레이시아에 뽑혔고, 그 해 영국에서 열린 미스 월드 1983에 말레이시아 대표로 출전해 18위를 차지했다. 이 무렵 청룽과 함께 광고를 찍었다. 이후 광둥어를 익혀가며 홍콩을 기반으로 여러 무예 액션 영화에 출연하여 이름을 알리기 시작했다. 홍콩 활동 초기에는 미셸 칸(Michelle Khan)으로 표기되었다.
세 번째 출연작 《예스 마담》(1985)에서 처음 주연을 맡았다.
1988년 《예스 마담》 제작사 D&B 필름스 공동 창립자인 홍콩 재벌 딕슨 푼과 결혼하며 연기에서 은퇴하였다.

### 복귀 및 액션 스타 등극 (1992-2001)
5년 후 푼과 이혼한 미셸 요는 1992년 《폴리스 스토리 3: 초급경찰》에 출연하며 연기자로 복귀하였다.
1997년 제임스 본드 영화 《007 네버 다이》에서 동양인으로서 두 번째로 본드걸 역에 뽑혀 미국 할리우드에 진출하였고 결투 장면 액션을 직접 소화하였다. 같은 해 《송가황조》에서 실존 인물 쑹아이링 역을 연기하였다.
1999년 리안 감독은 아직 관화를 구사하지 못하던 요에게 관화로 진행되는 무술 영화 《와호장룡》(2000) 배역을 맡겼다. 요는 한어병음 음성 전사를 이용하여 대사 발음을 외워야했다. 이 첫 관화 영화 출연작을 통해 요는 2001년 제54회 영국 아카데미 영화상 여우주연상 후보에 올랐다. 요는 2000년대에 관화 회화를 조금씩 익혀나갔으나 현재도 관화를 읽고 쓰는 법은 알지 못한다.

### 과도기 (2002–2016)

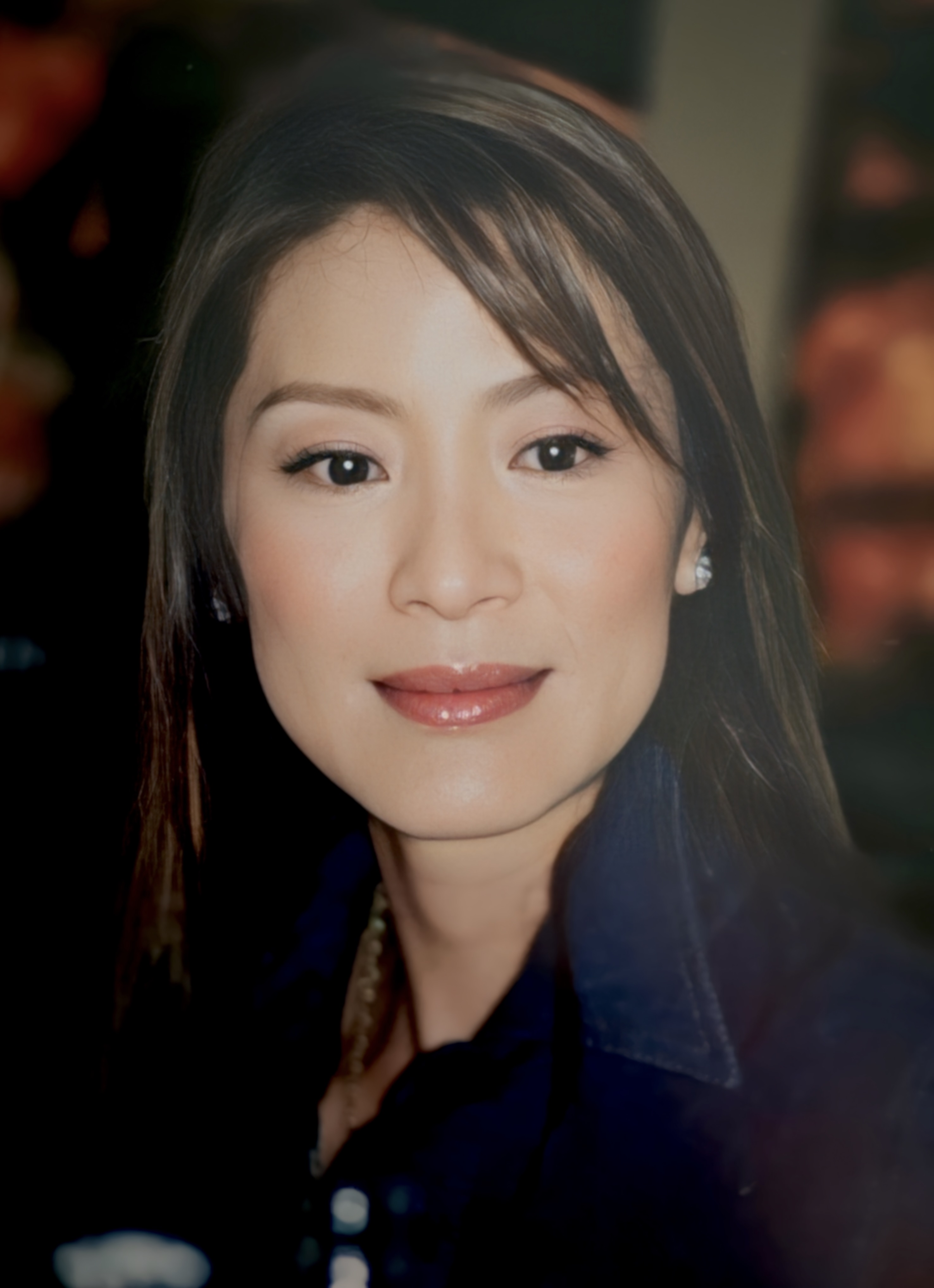
2002년 《천맥전기》 싱가포르 기자회견장에서

2002년 요는 본인 소유 제작사 미시컬 필름스를 통해 《천맥전기》를 만들며 처음으로 영어 영화를 제작하였다.
요는 롭 마셜이 연출한 《게이샤의 추억》(2005), 대니 보일이 감독한 《선샤인》(2007), 브렌던 프레이저와 리롄제가 나온 판타지 액션 영화 《미이라 3: 황제의 무덤》(2008) 등 영어 영화에 출연하는 한편 《무인 곽원갑》(2006) 등 관화 영화도 병행하였다.
2011년 뤼크 베송이 연출한 《더 레이디》(2011)에 출연해 아웅산 수 찌를 묘사하였다. 이에 반발한 미얀마 군사 정부는 2011년 6월 22일 요의 입국을 막았으며, 같은 날 요를 추방하였다.
2011년 10월 유서 깊은 화장품 회사 겔랑(게를랭)에서 기초 화장품 홍보대사로 선정하였다.
2015년 Sky One/시네맥스 드라마 《스트라이크 백》 다섯 번째 시즌에 출연하며 텔레비전 시리즈에서 처음 배역을 맡았다. 이 드라마에서 요가 연기한 인물은 태국에 부임한 영국 대사의 아내 메이 포스터로, 실은 "한리나"라는 이름을 가진 북한 첩보원이라는 설정이 붙어있었다.

### 조연 활동 (2017-2021)
2016년 파라마운트+ 드라마 《스타 트렉: 디스커버리》(2017-20)에 스타플릿 USS 선저우 선장 필리파 조지우 역으로 뽑혔다. 드라마 후반에는 조지우의 거울우주 도펠겡거 역으로도 나왔다. 연기는 평론가들로부터 호평을 받았으며, 팬층도 크게 호응하였다. 이에 파라마운트+는 2019년부터 요가 범은하계 비밀 첩보 기관 섹션 31 일원인 주인공으로 등장하는 스핀오프 시리즈를 기획했으나 2023년 4월 시리즈 대신 영화 제작 쪽으로 선회했음을 밝혔다.
2018년 존 M. 추가 감독한 《크레이지 리치 아시안》(2018)에서 아들 역 헨리 골딩과 예비 며느리 역 콘스턴스 우를 상대로 가모장 엘리너 영 역을 연기했다.
2019년 헨리 골딩과 에밀리아 클라크가 공동 주연한 《라스트 크리스마스》에 성탄절 테마 상점 주인 샌타 역으로 등장하였다. 영화는 11월 8일 개봉하였고, 전세계에서 1억 2300만 달러 흥행 수익을 거두며 박스 오피스 성공작이 되었다.
2021년 데스틴 대니얼 크레턴이 연출한 마블 스튜디오 영화 《샹치와 텐 링즈의 전설》(2021)에 잉난 역으로 출연하였으며, 영화는 9월 3일 극장 개봉하였다.

### 아카데미 여우주연상 수상 (2022-현재)
2022년 대니얼스가 만든 SF 코미디 영화 《에브리씽 에브리웨어 올 앳 원스》에서 빨래방을 운영하며 고생하는 에벌린 왕 역을 맡았고, 평단은 연기에 찬사를 보냈다. 말레이시아인 최초로 아카데미상 후보 명단에 오르고 상까지 받는 영예를 안았는데, 이는 아시아 여성 최초 아카데미 여우주연상 수상이기도 하며 유색 인종으로서는 핼리 베리에 이은 두 번째 수상이다. 골든 글로브상에서도 요 본인의 첫 후보 지명과 수상을 동시에 이뤘는데, 이는 말레이시아인 최초 골든 글로브 뮤지컬·코미디 영화 부문 여우주연상 수상 기록이다. 또한 미국 배우 조합상 여우주연상을 받음으로써 미국 배우 조합상 전 부문을 통틀어 주연상을 받은 최초 아시아 여성이 되었다. 이 외에 인디펜던트 스피릿 어워드 첫 후보 지명과 수상, 크리틱스 초이스 영화상 첫 후보 지명, 영국 아카데미 영화상 두 번째 후보 지명과 같은 성과를 거두었다.
2023년 케네스 브래나가 연출한 《베니스 유령 살인사건》, 디즈니+ 시리즈 《아메리칸 본 차이니즈》에 출연하였다. 같은 해 국제 올림픽 위원회 위원으로 선발되었으며, 하버드 법학대학원 2023년 졸업반 기념 행사에서 연설하였다.
2024년 1월 4일 요가 출연한 넷플릭스 시리즈 《선 브라더스》가 공개되었다.
2024년 5월 7일 요가 영화 《블레이드 러너 2049》(2017) 속편에 해당하는 아마존 프라임 비디오 시리즈 《블레이드 러너 2099》의 주인공으로 발탁되었다는 사실이 알려졌다. 공개 예정 날짜는 아직 미정이다.
요는 2부작으로 기획된 존 M. 추의 뮤지컬 영화 《위키드》에 마담 모리블 역으로 출연하며, 1부는 2024년 11월 27일 개봉 예정이다.

## 사생활

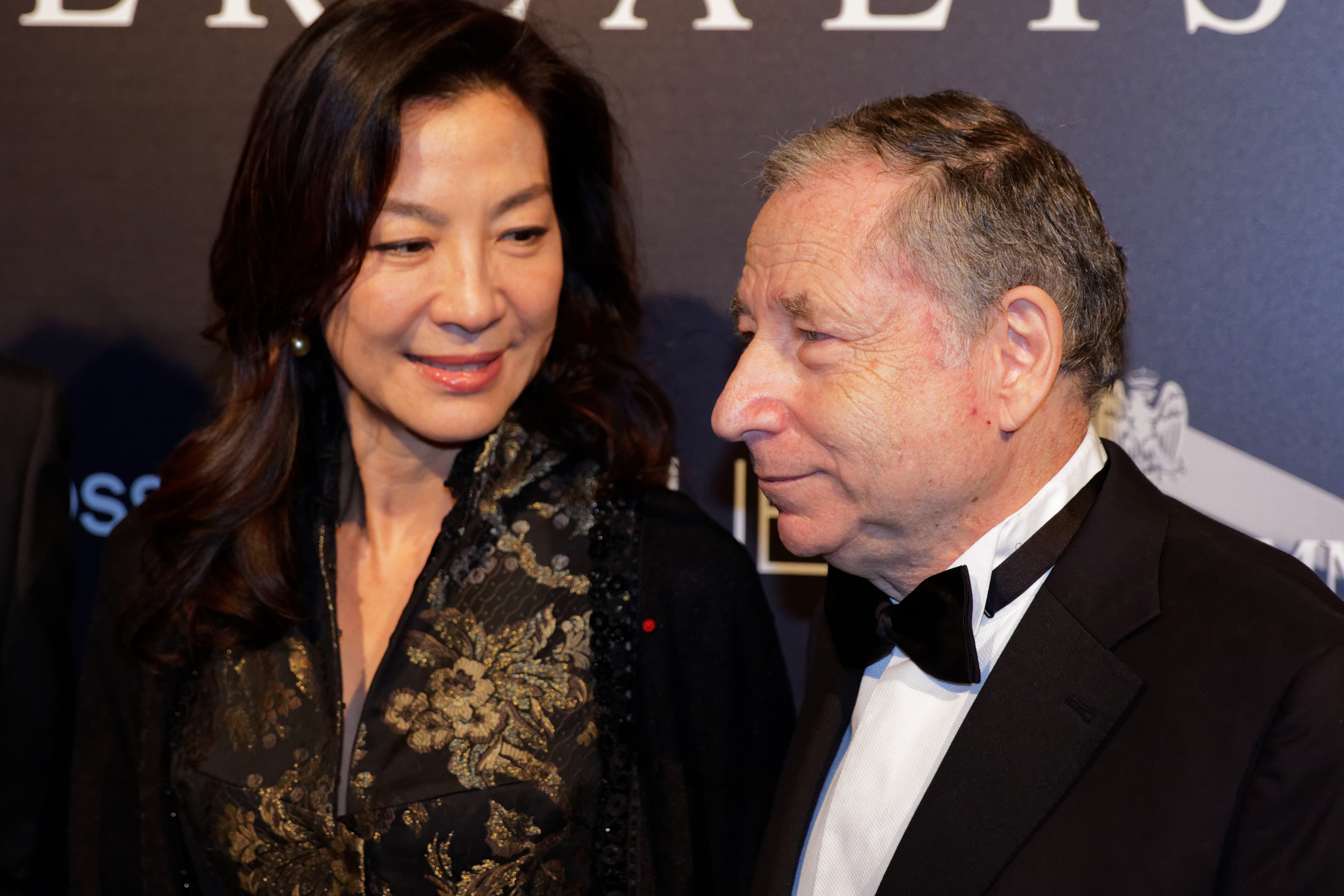
2016년 장 토드와 함께

1988년 고급 백화점 하비 니컬스 등 다양한 기업을 소유한 홍콩 사업가 딕슨 푼과 결혼했으나 1992년 이혼하였다. 후에 가진 인터뷰에서 요는 이혼 사유가 불임이었다고 밝혔다. 그러나 요에 따르면 두 사람은 원만하게 헤어졌으며, 요는 푼의 딸인 디 푼의 대모이기도 하다. 요는 푼의 첫 번째 아내와도 친구로 지내고 있다.
이후 미국인 심장 전문의 앨런 헬드먼와 교제했으며 1998년 약혼에 이르렀으나 2000년 결별하였다.
2004년 6월 4일 상하이시에서 열린 페라리 홍보 행사에서 당시 CEO이자 스쿠데리아 페라리 운영 감독으로 있던 프랑스인 장 토드를 만나 그 해 7월 26일 약혼하였다. 2023년 7월 27일 요와 토드는 제네바에서 결혼식을 올렸으며, 하객으로 참석한 전 스쿠데리아 페라리 선수 펠리피 마사가 인스타그램을 통해 이 사실을 공개하였다.
요는 불교인 집안에서 태어난 불교 신자이다.
2022년 배니티 페어 인터뷰에서 가장 좋아하는 작가는 윌리엄 셰익스피어와 스티븐 킹이며, 가장 좋아하는 소설 주인공은 타잔이라고 밝혔다.

## 출연 작품

### 영화
- 예스 마담 (1985)
- 예스 마담 2 (1986)
- 예스 마담 3 (1987)
- 폴리스 스토리 3: 초급경찰 (1992)
- 동방삼협 (1993)
- 신 유성호접검 (1993)
- 송가황조 (1997) - 쑹아이링 역
- 007 네버 다이 (1997) - 웨이 링 역
- 성월동화 (1999) - 특별출연
- 와호장룡 (2000) - 수련 역
- 천맥전기 (2002, 天脈傳奇) - 제작 겸임
- 실버 호크 (2004) - 제작 겸임
- 게이샤의 추억 (2005) - 마에하 역
- 무인 곽원갑 (2006)
- 선샤인 (2007)
- 황시 (2008)
- 바빌론 A.D. (2008)
- 미이라 3: 황제의 무덤 (2008)
- 검우강호 (2010)
- 소걸아: 취권의 창시자 (2010)
- 쿵푸 팬더 2 (2011) - 점쟁이 염소 역 (애니메이션)
- 더 레이디 (2011)
- 파이널 레시피 (2013) - 총괄 제작 겸임
- 와호장룡 - 운명의 검 (2016)
- 메카닉: 리크루트 (2016) - 메이 역
- 모건 (2016)
- 가디언즈 오브 갤럭시 VOL. 2 (2017) - 알레타 오고드 역 (카메오)
- 크레이지 리치 아시안 (2018)
- 엽문 외전 (2018)
- 라스트 크리스마스 (2019) - 산타 역
- 샹치와 텐 링즈의 전설 (2021) - 난 역
- 건파우더 밀크셰이크 (2021)
- 리스타트 (2021)
- 에브리씽 에브리웨어 올 앳 원스 (2022) - 총괄 제작 겸임
- 미니언즈 2 (2022)
- 블레이드 퍼피 워리어 (2022)
- 선과 악의 학교 (2022)
- 베니스 유령 살인사건 (2023) - 조이스 레이놀즈 역
- 트랜스포머: 비스트의 서막 (2023) - 에어 레이저 역
- 호랑이의 후예: 새로운 수호자 (2024, The Tiger's Apprentice) - 애니메이션
- 위키드 (2024)- 모리블 역
- 스타 트렉: 섹션 31 (2025) - 필리파 조지우 역
- 아바타 3 (2025 예정) - 카리나 모그 박사 역
- 아바타 4 (2029 예정)

### 텔레비전
- 더 레이트 레이트 쇼 위드 크레이그 퍼거슨 (2005-08) - 본인
- 스트라이크 백 (2015)
- 마르코 폴로 (2016)
- 스타 트렉: 디스커버리 (2017-20) - 필리파 조지우 역
- 위쳐: 블러드 오리진 (2022)
- 아메리칸 본 차이니즈 (2023)
- 선 브라더스 (2024)